# روبن راميرز هيدالغو
روبن راميرز هيدالغو (بالإسبانية: Rubén Ramírez Hidalgo)‏ هو لاعب كرة مضرب من إسبانيا.

## وصلات خارجية
- روبن راميرز هيدالغو على موقع رابطة محترفي التنس (الإنجليزية)
- روبن راميرز هيدالغو على موقع الاتحاد الدولي لكرة المضرب (الإنجليزية)
- روبن راميرز هيدالغو على موقع خلاصة التنس.كوم (الإنجليزية)

- معلومات عن اللاعب